# Ault (Colorado)
Ault és una població dels Estats Units a l'estat de Colorado. Segons el cens del 2000 tenia 1.432 habitants.

## Demografia
Segons el cens del 2000, Ault tenia 1.432 habitants, 540 habitatges, i 381 famílies. La densitat de població era de 825,2 habitants per km².
Dels 540 habitatges en un 38,5% hi vivien nens de menys de 18 anys, en un 55% hi vivien parelles casades, en un 10,6% dones solteres, i en un 29,4% no eren unitats familiars. En el 26,1% dels habitatges hi vivien persones soles el 13% de les quals corresponia a persones de 65 anys o més que vivien soles. El nombre mitjà de persones vivint en cada habitatge era de 2,65 i el nombre mitjà de persones que vivien en cada família era de 3,2.
Per edats la població es repartia de la següent manera: un 30,6% tenia menys de 18 anys, un 8,8% entre 18 i 24, un 29,1% entre 25 i 44, un 19,6% de 45 a 60 i un 11,9% 65 anys o més.
L'edat mediana era de 34 anys. Per cada 100 dones de 18 o més anys hi havia 92,6 homes.
La renda mediana per habitatge era de 33.846 $ i la renda mediana per família de 43.304 $. Els homes tenien una renda mediana de 32.270 $ mentre que les dones 23.482 $. La renda per capita de la població era de 15.570 $. Entorn del 5,9% de les famílies i el 9,1% de la població estaven per davall del llindar de pobresa.

## Poblacions més properes
El següent diagrama mostra les poblacions més properes.